# Les Chevaliers du ciel (film)
Les Chevaliers du ciel (Engelse titel: Sky Fighters, letterlijke vertaling De ridders van de lucht) is een Franse film uit 2005 over twee jachtvliegtuigen van de Franse luchtmacht die een aanslag in Parijs proberen te voorkomen op quatorze juillet.

## Verhaal
Het verhaal begint wanneer op de vliegshow van Farnborough een Mirage 2000 gestolen wordt die daar aanwezig is om een demonstratie te geven. Kapiteins Antoine Walk'n Marchelli (Benoît Magimel) en Sébastien Fahrenheit Vallois (Clovis Cornillac) dienen het toestel te onderscheppen en terug te halen. Ze vinden het toestel vliegend onder een Airbus A340 van Qatar Airways. Vervolgens krijgen ze een bevel de onderschepping af te breken, maar de piloot wil op dat moment een Super 530-raket afvuren op Fahrenheit. Hiermee dwingt hij Walk'n het het bevel te negeren en het toestel neer te schieten. Vanwege het negeren van dit bevel worden beide piloten uit de luchtmacht gezet.
Ze krijgen de belofte dat ze in ere hersteld zullen worden wanneer ze voor de geheime dienst een Cannonball race vliegen tegen een aantal F-16's. De route leidt van Frankrijk naar de Hoorn van Afrika en voert hen over vijandelijk gebied. Tijdens de race, die georganiseerd wordt om een Aziatische klant te overtuigen de Mirage 2000 aan te schaffen, zullen ze bijtanken in de lucht. De piloot van het tankvliegtuig is echter vermoord waardoor de Mirages gedwongen worden te landen. Hier worden hun toestellen in beslag genomen. Walk'n en Fahrenheit slagen erin een toestel te vernietigen en ontsnappen met een tweede, maar een derde toestel blijft in handen van de terroristen. Die zijn van plan om met dit toestel op Quatorze juillet een tankvliegtuig neer te schieten boven Parijs, maar 'Walk'n and Fahrenheit ontdekken het toestel op tijd en schieten het neer boven een bos.

## Rolverdeling
| Acteur            | Personage                             |
| ----------------- | ------------------------------------- |
| Benoît Magimel    | Kapitein Antoine Walk'n Marchelli     |
| Clovis Cornillac  | Kapitein Sébastien Fahrenheit Vallois |
| Géraldine Pailhas | Maelle Coste                          |
| Alice Taglioni    | Kapitein Estelle Pitbull Kass         |
| Philippe Torreton | Bertrand                              |